# Leucobrephos middendorfii
Leucobrephos middendorfii là một loài bướm đêm trong họ Geometridae.